# Pucciniomycetes
Die Pucciniomycetes sind eine Klasse der Ständerpilze (Basidiomycota). Zu ihnen gehören auch die Rostpilze (Pucciniales). Die meisten Vertreter sind Parasiten an Pflanzen, Tieren und Pilzen.

## Merkmale und Lebensweise
Fast alle Vertreter sind Parasiten und bilden Phragmobasidien und Teliosporen. Lediglich Pachnocybe ferruginea ist ein Saprobiont und bildet Holobasidien, und Platygloea disciformis ist möglicherweise ein Saprobiont. Bei den Helicobasidiales kann die Dikaryophase an Pflanzenwurzeln parasitieren (Helicobasidium), während die Haplophase an Rostpilzen parasitiert (Tuberculina).
Alle Vertreter bilden Hyphen, lediglich bei Septobasidium gibt es auch hefenartige Wuchsformen.

## Systematik
Innerhalb der Pucciniomycotina sind die Pucciniomycetes die basalste Gruppe, und somit die Schwestergruppe für alle anderen Vertreter der Unterabteilung.
Die Pucciniomycetes umfassen fünf Ordnungen:
- Septobasidiales
- Pachnocybales, einziger Vertreter Pachnocybe ferruginea
- Helicobasidiales
- Platygloeales
- Rostpilze (Pucciniales)

Die Pucciniomycetes entsprechen den Urediomcycetidae, wie die Gruppe bei vielen Bearbeitern genannt wird.

## Belege
- M.C. Aime et al.: An overview of the higher level classification of Pucciniomycotina based on combined analyses of nuclear large and small subunit rDNA sequences. Mycologia, Band 98, 2006, S. 896–905.
- Robert Bauer, Dominik Begerow, José Paulo Sampaio, Michael Weiß, Franz Oberwinkler: The simple-septate basidiomycetes: a synopsis. Mycological Progress, Band 5, 2006, S. 41–66, ISSN 1617-416X, doi:10.1007/s11557-006-0502-0.